# Dan Lipinski

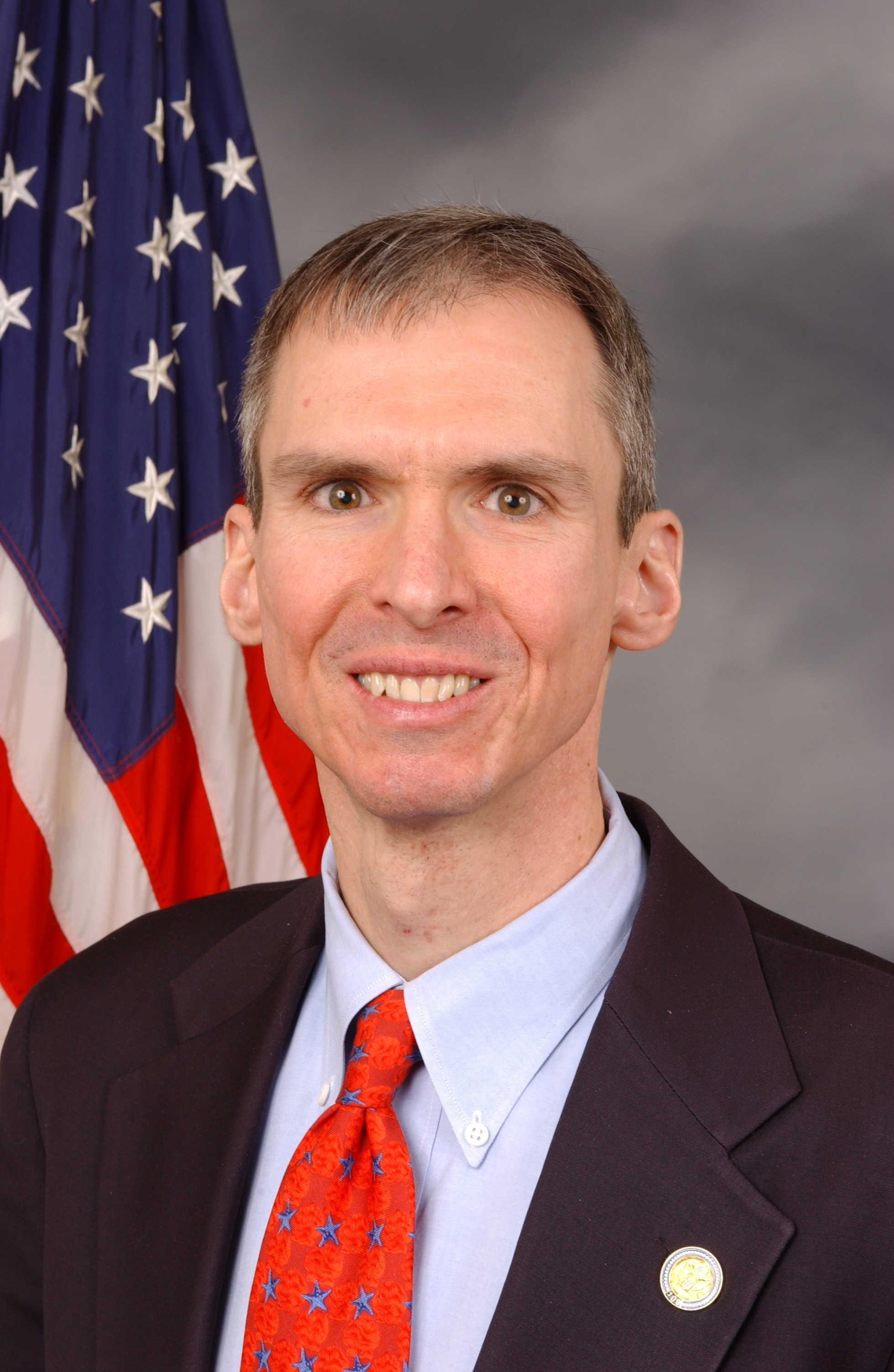
Dan Lipinski (2005)

Daniel William „Dan“ Lipinski (* 15. Juli 1966 in Chicago, Illinois) ist ein US-amerikanischer Politiker der Demokratischen Partei. Er vertrat den Bundesstaat Illinois von 2005 bis 2021 im US-Repräsentantenhaus. Dort folgte er auf seinen Vater Bill Lipinski.
Dan Lipinski schloss sein Studium an der Northwestern University 1988 als Bachelor ab; im folgenden Jahr erwarb er einen Master an der Stanford University. Nach einem Praktikum im US-Arbeitsministerium arbeitete er zwischen 1993 und 1996 im Stab der Kongressabgeordneten George E. Sangmeister und Jerry Costello; im Anschluss war er im Wahlkampfteam von Richard A. Devine tätig, der sich erfolgreich um den Posten des Staatsanwalts im Cook County bewarb.
1998 schloss Lipinski seine Ausbildung ab, als er zum Ph.D. der Politikwissenschaften an der Duke University promovierte. Von Januar bis August 1999 war er im Kommunikationsstab von Dick Gephardt, dem Vorsitzenden der demokratischen Minderheitsfraktion im Repräsentantenhaus, beschäftigt. Schließlich war er von 2000 bis 2001 Fakultätsmitglied an der University of Notre Dame; danach wechselte er an die University of Tennessee, wo er bis 2004 verblieb.
In diesem Jahr bewarb sich der seit 1983 im Kongress sitzende Bill Lipinski zunächst um seine Wiederwahl und gewann mühelos die Primary seiner Partei. Unmittelbar darauf gab er seinen Rücktritt bekannt und überzeugte die demokratische Führungsspitze von Illinois, an seiner Stelle seinen Sohn auf den Wahlzettel zu setzen. Dies rief in Teilen der Partei Widerspruch hervor, weil Dan Lipinski auf diesem Weg ohne den Umweg der Vorwahl zum demokratischen Kongresskandidaten wurde. Er trat im als vergleichsweise konservativ geltenden dritten Wahldistrikt an, der den Südwesten von Chicago und einige Vororte umfasst, und setzte sich, ähnlich moderate politische Prinzipien wie sein Vater vertretend, gegen den Republikaner Ryan Chlada durch. In der Folge wurde er bisher sechs Mal wiedergewählt, zuletzt im Jahr 2016. Bei der parteiinternen Vorwahl im März 2018 für die Hauptwahl im November 2018 sah sich Lipinski starker parteiinterner Konkurrenz ausgesetzt. Gegen ihn als einen der letzten Pro-Life-Demokraten im Repräsentantenhaus investierten Initiativen wie Planned Parenthood und EMILY’s List von der Bundesebene aus hohe Geldsummen und den Einsatz von Freiwilligen in seine Gegenkandidatin Marie Newman, er setzte sich aber mit 2000 Stimmen Vorsprung durch, unterstützt von der Susan B. Anthony List, die sich gegen Schwangerschaftsabbrüche einsetzt. Bei den Vorwahlen 2020 trat Newman erneut gegen ihn an und setzte sich mit etwa 2000 Stimmen Vorsprung durch. Sein letztes Mandat lief bis zum 3. Januar 2021.

## Belege
1. ↑  Natasha Korecki: Top takeaways from the Illinois primary. In: Politico, 21. März 2018.
2. ↑   Grace Panetta und Eliza Relman: Marie Newman defeated Rep. Dan Lipinski in major upset in Illinois' 3rd Congressional District. In: Business Insider, 17. März 2020

| Personendaten    | Personendaten                                 |
| ---------------- | --------------------------------------------- |
| NAME             | Lipinski, Dan                                 |
| ALTERNATIVNAMEN  | Lipinski, Daniel William (vollständiger Name) |
| KURZBESCHREIBUNG | US-amerikanischer Politiker                   |
| GEBURTSDATUM     | 15. Juli 1966                                 |
| GEBURTSORT       | Chicago, Illinois                             |